# Teen Top
Teen Top (coréen : 틴탑) est un boys band sud-coréen qui se compose de quatre membres : Chunji, Niel, Ricky et Changjo. C.A.P a dû quitter le groupe en Mai 2023. Le groupe a fait ses débuts sous TOP Media, fondée par Andy Lee, de Shinhwa, en 2010.

## Histoire
Ricky et Niel étaient tous deux enfants acteurs. Niel a fait ses débuts grâce à la comédie musicale Please, où il a joué le rôle de Joo Won jeune. Ricky a fait ses débuts dans le clip vidéo Human Dream de Seo Tai-ji et plus tard interpréta le personnage de Seung-Heon Song dans Love Song. Quatre membres de Teen Top, Changjo, Niel, Cap et L.Joe ont été sélectionnés lors d'une audition ouverte (Lotte World) tandis que Chunji et Ricky ont eu une audition privée. Il a fallu deux auditions à L.Joe avant qu'il ne puisse intégrer le groupe.
En juillet 2010, Teen Top fait ses débuts avec la chanson-titre Clap, tirée de son premier album Come into the World, publié le 9 juillet. Lizzy d'After School joue dans le clip de Clap. Teen Top a officiellement débuté le 10 juillet lors de l'émission Show! Music Core sur la chaîne MBC, puis dans l'émission Inkigayo sur SBS. Les deux prestations ont reçu des commentaires positifs. Sur la base de leurs performances, les internautes ont attribué à Teen Top le surnom de "Knife Choreography".
Le 13 janvier 2011, Teen Top a fait son retour sur M! Countdown avec son second single Supa Luv, produit par Shin Hyuk. La chanson, initialement écrite et interprété par Redd Stylez, a été réécrite et traduite en coréen par Wheesung.
En janvier 2012, Teen Top sort son deuxième mini-album intitulé It's. L'artiste Brave Brothers a écrit, composé mixé et produit l'intégralité des six pistes. Teen Top dévoile, le 5 janvier, le clip de la chanson Crazy dans lequel apparaît Kwon So-hyun du groupe 4Minute.
En février 2013, Teen Top a réalisé sa première tournée européenne, "TEEN TOP SHOW!Live Tour en Europe 2013", faisant escale en Allemagne, Angleterre, France et Espagne. La tournée a été couronnée de succès et établi un nouveau record de décibels pour le concert à Paris en France,,.
Le 15 septembre 2014, Teen Top sort son 4e mini-album Exito dont le premier single est Missing. La promotion a duré moins longtemps que de coutume, ce qui a conduit le groupe à sortir un autre album reconditionné intitulé 20's Love Two Éxito, le 10 novembre. Le premier single I'm Sorry (우린 문제 없어) ne sera pas promu lors des spectacles musicaux.

## Fan-club
Le 11 septembre 2011, TOP Media a annoncé le nom officiel du fan-club de Teen Top via son compte Twitter, les fans se nomment désormais les “Angel”.

## Membres
- Lee Chan-hee, né le 5 octobre 1993 (31 ans) et plus connu sous son nom d'artiste Chunji, il possède une position de chanteur secondaire et de danseur dans le groupe[11].
- Ahn Daniel, né le 16 août 1994 (30 ans) et plus connu sous son nom d'artiste Niel, il possède une position de chanteur principal dans le groupe[12].
- Yoo Chang-hyun, né le 27 février 1995 (30 ans) et plus connu sous son nom d'artiste Ricky, il possède une position de chanteur et de danseur dans le groupe[13].
- Choi Jong-hyun, né le 16 novembre 1995 (29 ans) et plus connu sous son nom d'artiste Changjo, il possède une position de chanteur, rappeur secondaire et est le plus jeune membre du groupe (maknae)[14].

### Anciens membres
- Lee Byung-hun né le 23 novembre 1993 (31 ans) et plus connu sous son nom d'artiste L.Joe, il possédait une position de rappeur secondaire et de danseur dans le groupe[15].
- Bang Min-soo né le 4 novembre 1992 (30 ans) et plus sous son nom d'artiste C.A.P, il possédait une position de leader, membre le plus âgé du groupe et rappeur principal.

## Discographie

### Album studio
- 2013 : No. 1

### Mini-albums (EPs)
- 2011 : Roman
- 2012 : It's
- 2012 : aRtisT
- 2013 : Teen Top Class
- 2014 : Éxito
- 2015 : Natural Born Teen Top
- 2016 : Red Point

### Albums singles
- 2010 : Come into the World
- 2011 : Transform
- 2012 : Be Ma Girl Summer Special
- 2014 : Snow Kiss

## Concerts/Tournées
- 2012 : Teen Top Japan 1st Concert Tour
- 2013 : Teen Top 1st European Tour "Teen Top Show!"
- 2013 : Teen Top 1st Asia Tour Concert
- 2013 : Teen Top Summer Special Concert
- 2013 : Teen Top Zepp Tour "Fly Hight!"
- 2014 : Teen Top 1st World Tour "High Kick"
- 2014 : Teen Top Live Tour "My Dear Angels"
- 2015 : Teen Top 5th Anniversary Concert
- 2016 : Teen Top US Live Tour "Red Point"

## Récompenses et nominations

### Programmes de classements musicaux

#### Music Bank
| Année | Date         | Chanson             |
| ----- | ------------ | ------------------- |
| 2012  | 3 février    | "Crazy"             |
| 2013  | 6 septembre  | "Rocking (No Joke)" |
| 2014  | 26 septembre | "Missing"           |
| 2016  | 29 janvier   | "Warning Sign"      |

#### Inkigayo
| Année | Date        | Chanson             |
| ----- | ----------- | ------------------- |
| 2012  | 5 février   | "Crazy"             |
| 2013  | 8 septembre | "Rocking (No Joke)" |

#### Show Champion
| Année | Date         | Chanson             |
| ----- | ------------ | ------------------- |
| 2013  | 11 septembre | "Rocking (No Joke)" |
| 2014  | 24 septembre | "Missing"           |

#### The Show
| Année | Date       | Chanson        |
| ----- | ---------- | -------------- |
| 2015  | 30 juin    | "Ah-Ah"        |
| 2016  | 26 janvier | "Warning Sign" |